# キンボルトン城
キンボルトン城（英語: Kimbolton Castle）は、イングランドのケンブリッジシャー州ハンティンドンシャーにあるカントリー・ハウス。イングランド王のヘンリー8世の最初の妻であるキャサリン・オブ・アラゴンの終の棲家だった。元々は中世様式の城であったのを威厳のある宮殿に改造された。1615年から1950年にかけてマンチェスター公爵家の邸宅であった。現在はキンボルトン・スクールとして使用されている。

## 歴史・構造

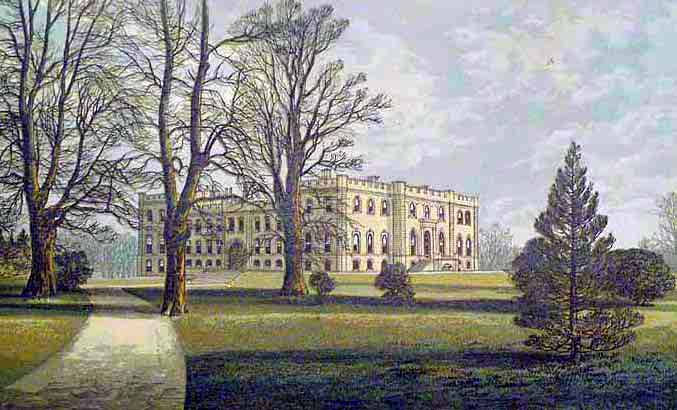
1880年のキンボルトン城。この図版は1690年から1720年にかけて再建された大邸宅を示している。

この城は13世紀初頭に初代エセックス伯爵ジェフリー・フィッツピーターによって建てられた。中庭は15世紀後期にリチャード3世王妃のアン・ネヴィルによって改装された。
1522年、この城はサー・リチャード・ウィンフィールドに購入された。
その後、キンボルトン城はイングランド王妃キャサリン・オブ・アラゴンの終の棲家となった。キャサリン・オブ・アラゴンは、国王ヘンリー8世の王妃であったが、1531年には別居させられた。彼女は王妃の立場を譲位したり、結婚の有効性を否定することを拒んだため、1534年5月にキンボルトン城に幽閉された。幽閉されてからもキャサリンは近隣住民から慕われて、「クイーン（王妃）」と呼ばれていたという。1536年1月に王妃は城内で亡くなった。
1615年、サー・ヘンリー・モンタギューがこの城を購入し、1950年に売却されるまでモンタギュー家の居城であった。
現存する城館は、子孫の第4代マンチェスター伯爵チャールズ・モンタギューが1690年から1720年にかけて整備した。一連の整備は建築家ジョン・ヴァンブラの設計によっており、崩落した南側のウィングを再建することも含まれていた 。第4代マンチェスター公爵ジョージ・モンタギューは楼門主塔（1766年建設）の設計を新古典主義建築家のロバート・アダムに依頼した。
モンタギュー一族の多くはキンボルトンのセント・アンドルース教会に埋葬されている。一族の地下墓所が北礼拝堂に置かれている一方（1853年に延長）、数名分の墓碑は今もなお南礼拝堂に存在している。
1950年、第10代マンチェスター公爵アレクサンダー・モンタギューは邸宅を売却し、1951年に城と50エーカー (200,000 m2)の土地はキンボルトン・スクールに売り渡された。

### ウォーレン・ハウス
この城の土地にはかつてワレナーと呼ばれる猟場番人が暮らしていたウォーレン・ハウスがあり、それは城に唯一の装飾的ファサードを備えた彼の領域に面白みを加えるために、城の居住者の1人の指令で改装された18世紀後期のフォリーであった。なお、ここはイングランドの第2*級指定建築物に指定され、ランドマーク・トラストが所有している。